# Histoire économique de la Suède
Cet article retrace l'histoire économique de la Suède entre 1600 et le milieu du XXe siècle.

## 1600-1750

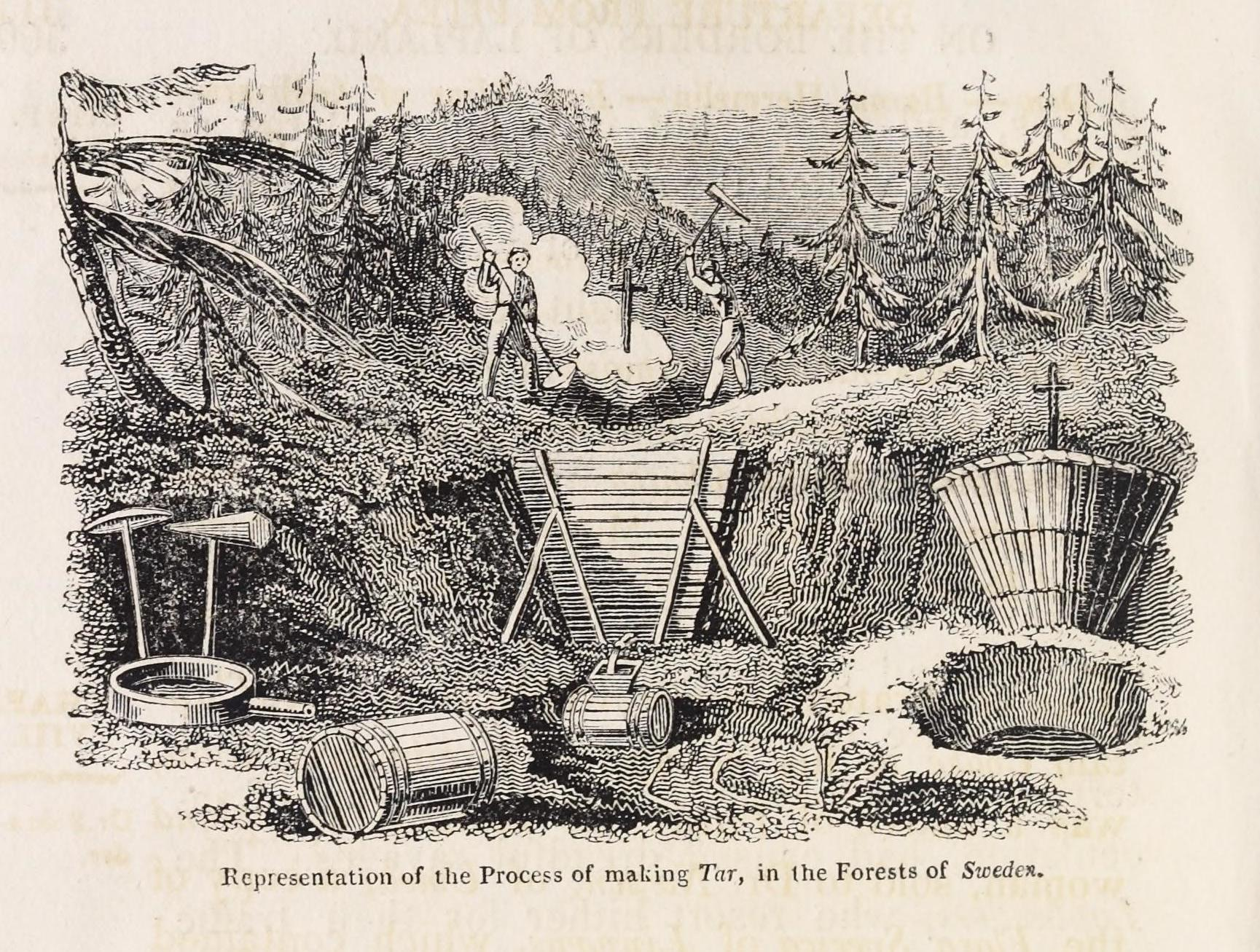
Production du goudron dans les forêts suédoises, T. Cadell et W. Davies, 1824.

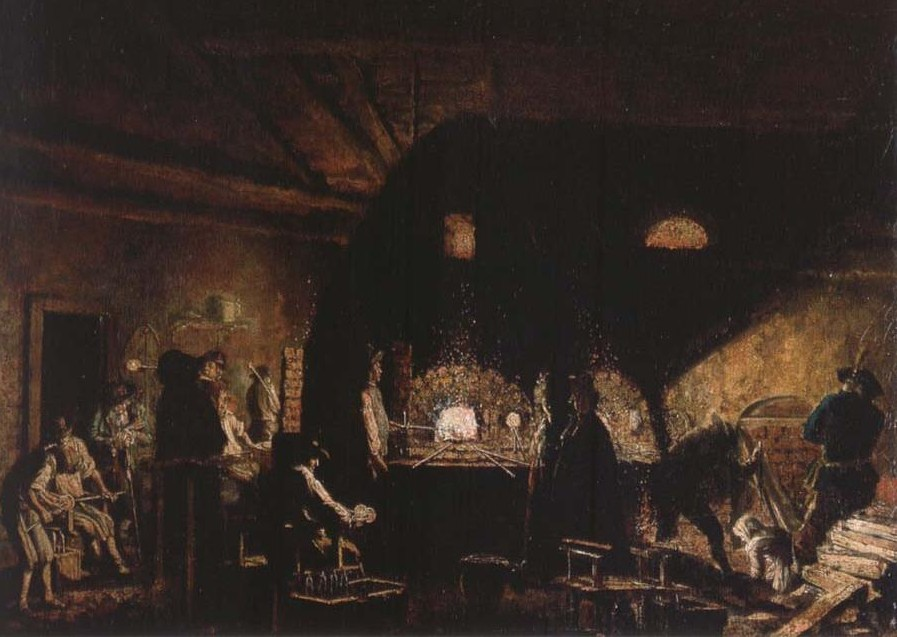
Verrerie de Kungsholmen, toile de Pehr Hilleström (1732-1816).

Fonderie de cuivre aux mines de Falun, toile de Pehr Hilleström, v. 1760.

Encouragés par Charles IX, puis Gustave II Adolphe, des Wallons commencent à émigrer en Suède au début des années 1600 à l'origine de l'essor de la sidérurgie suédoise (Wallons de Suède).
La Suède demeura longtemps sans commerce extérieur, les villes hanséatiques la pourvoyaient pour tous ses besoins. Éric de Poméranie est le premier à encourager une flotte marchande norvégienne et à contester le monopole hanséatique, ce qui à terme entraina le déclin de ces villes. Anglais et Hollandais en profitèrent pour s'emparer du commerce de la Suède. 
Pour commercer avec la Nouvelle-Suède, la Compagnie du Sud suédoise fut créée en 1661 et la Compagnie du goudron, la Norrländska tjärhandelskompaniet en 1648. La poix et le goudron ont été pendant des siècles l'un des principaux produits d'exportation de la Suède, industrie qui remonterait à la période viking. C'était en effet un matériau stratégique pour calfater les langskip, snekkja, et knörrs, et autres bateaux viking et jusque fin XIXe siècle, toutes les marines de guerre et de commerce européennes. Activité à usage domestique pratiquée modestement au IVe siècle, la prolifération des fosses à goudron (appelée en suédois tjärdal) à proximité directe des forêts dès le VIIIe siècle, constituerait la preuve d'un accroissement exponentiel de la demande de goudron à l'origine d'une industrie florissante. Des fours toujours plus grands ont été fabriqués entre 680 et 900, soit la période d'expansion viking. En 1615, 13 000 barils ont été exportés et 227 000 barils ont été expédiés au cours de l'année record de 1863. La Suède, avec la Finlande, a été le premier exportateur mondial jusqu'à la deuxième moitié du XIXe siècle: en 1890, 6 746 tonnes de goudron ont été exportées. Au cours des décennies suivantes, la production cessa presque entièrement avec la production industrielle d'huiles d'imprégnation à base de pétrole, notamment. Le goudron de pin dalbränd suédois, vendu sous le nom Stockholmstjära, traduit en français par brai de Stockholm, est demeuré l'un des meilleurs produits d'imprégnation au monde.
En 1705, la Tjärkompaniet s'attacha à faire monter le prix de ses marchandises à destination de l'Angleterre, en en prohibant l'exportation autrement que par ses propres vaisseaux, et dans les quantités qu'elle déciderait. Cette décision eut pour principale conséquence que l'Angleterre s'approvisionna désormais en Amérique du Nord pour son goudron ; cet épisode est évoqué par Adam Smith.

## 1790-1815: Révolution agricole et proto-industrie
Au début du XIXe siècle, la Suède était un pays agricole. C'est à partir de 1790 jusqu’en 1815 que le pays connu deux mouvements économiques parallèles : une révolution dans le monde de l’agriculture conduisant à l’élargissement des domaines agricoles, au transfert de terres royales à des agriculteurs privés, à l’acquisition de nouvelles cultures et de nouveaux outils agricoles ainsi qu’au développement de l’agriculture commerciale et une proto-industrialisation caractérisée par la création de petites industries à la campagne et par l’alternance des ouvriers entre le travail agricole pendant l’été et la production industrielle pendant l’hiver. Ces deux mouvements entrainèrent une croissance économique qui profita à une grande partie de la population, une révolution de la consommation qui commença dans les années 1820 et un accroissement démographique rapide : à la fin de 1750, le pays, dans ses limites d'aujourd'hui, comptait 1 781 000 hab. en 1800, ce nombre était monté à 2 347 000 et en 1850 à 3 483 000.

## 1815-1850: Révolution industrielle, spécialisation régionale et changements institutionnels
À partir de 1815 jusqu’en 1850, les proto-industries devinrent plus grandes et plus spécialisées. Les mines de Bergslagen, les usines de textile à Sjuhäradsbygden et la sylviculture dans le Norrland attestent de la croissance des spécialisations régionales à cette période. Plusieurs grands changements institutionnels apparurent tels que l’introduction, en 1842, de l’enseignement gratuit et obligatoire dans les écoles publiques (la Suède est le premier pays au monde à avoir introduit cette réforme), l’abolissement, en 1846, d’un ancien monopole national sur le commerce artisanal (le skråväsendet, terme suédois pour corporation) et la création, en 1848, d’une loi sur les sociétés par actions.

## 1850-1890: Croissance des exportations, chemins de fer et le décollage des investissements
À partir de 1850 jusqu’en 1890, la Suède assista à une véritable explosion du secteur des exportations; les cultures agricoles, le bois et l’acier étant les trois principaux secteurs. À cette époque, les grands changements institutionnels concernèrent l’abolissement de la plupart des droits de douane et autres barrières au libre-échange dans les années 1850 et l’introduction de l’étalon-or en 1873 liant la couronne suédoise à parité fixe avec l’or. Ces changements institutionnels encouragèrent l’expansion du libre-échange. 
Lors de cette période, le taux d’investissement de la Suède (investissements / PIB) passa de 5% à 10% et fut appelée "décollage". La croissance économique moderne, avec une croissance annuelle du PIB d’environ 2% fit son entrée en Suède et atteignit son apogée en 1970 . Enfin, le pays fit de grands investissements en matière d’infrastructures, la plupart ayant pour but d’étendre le réseau ferroviaire qui fut financé en partie par le gouvernement et en partie par des entreprises privées.

## 1890-1950: La Belle Époque
À partir de 1890 jusqu’en 1950, les évolutions liées à la  Belle Époque s’imposèrent en Suède. De nouvelles industries se développèrent en se focalisant sur le marché intérieur : génie mécanique, services publics d’électricité, fabrication du papier et industries textiles. La rapide expansion de ces industries fut clairement encouragée par l’existence d’un marché du capital-risque fonctionnant à merveille : la Bourse de Stockholm fut créée en 1866, la Banque de Suède (fondée en 1668, elle est la première banque centrale du monde) obtint, en 1897, des droits juridiques en tant qu’émetteur exclusif de billets de banque en Suède et le statut de prêteur en dernier ressort, simplifiant la création de petites banques commerciales privées et indépendantes. Cela entraina une augmentation rapide du nombre de banques privées et l’expansion, tout aussi rapide, du crédit. Les banques privées octroyèrent des prêts aux jeunes entreprises, les actions servant de garantie. Lorsque l’entreprise faisait affaires et montrait des chiffres positifs, les actions étaient vendues en bourse, permettant ainsi à la banque de prêter de l’argent à d’autres jeunes entreprises. En 1907, la rapide expansion du crédit mena à une crise bancaire ainsi qu’à l’effondrement du marché de l’immobilier.
En important de nombreux capitaux étrangers pendant 60 ans (de 1850 à 1910) pour financer son industrialisation, la Suède fut probablement l’un des plus grands pays débiteurs au monde en 1910. La situation changera rapidement lors des dix années suivantes. En 1914, la première guerre mondiale éclata et la demande internationale pour les exportations suédoises de produits stratégiquement importants tels que l’acier, utilisé dans l’industrie d’armement, augmenta rapidement. Entre eux, les états belligérants avaient imposé des limitations strictes sur le commerce mais en tant que pays neutre, la Suède ne fut pas affectée par ces restrictions. Les états en conflit tels que l’Angleterre recoururent, en grande partie, à l’impression d’une nouvelle monnaie afin de financer la guerre ce qui entraina l’inflation et donc augmenta rapidement les prix des exportations suédoises. Les transferts massifs de fonds étrangers pour le paiement des exportations suédoises pendant la guerre firent passer la Suède du statut de nation la plus endettée au monde à celui de créancier net après la guerre.